# Spergularia pycnorrhiza
Spergularia pycnorrhiza är en nejlikväxtart som beskrevs av Fouc. Spergularia pycnorrhiza ingår i släktet rödnarvar, och familjen nejlikväxter. Inga underarter finns listade i Catalogue of Life.